# ورزشگاه البوکیریه
ورزشگاه البوکیریه (به عربی: ملعب نادی البکیریة) یک ورزشگاه فوتبال در عربستان سعودی است که در البکیریه واقع شده‌است.